# Shealeigh
Shealeigh Noelle Voitl (Winfield, Illinois; 29 de marzo de 1998), más conocida como Shealeigh, es una cantautora estadounidense. Es conocida por haber ganado la cuarta temporada de la competencia N.B.T. (Next Big Thing) de Radio Disney.

## Vida personal
Vive en Chicago (Illinois). A la edad de dos años, comenzó a cantar. En 2008 comenzó a escribir sus propias canciones. Sus ídolos son Adele, Taylor Swift, Beyoncé y Greyson Chance. Sabe tocar la guitarra y el piano.

## Carrera musical
Cuando tenía 12 años de edad, subió una versión de la canción «Shark in the Water» en YouTube. Después Ellen DeGeneres reconoció a Shealeigh en 2010 y la invitó a su espectáculo. Por último, Shealeigh interpretó su canción en The Ellen DeGeneres Show.
Un año más tarde, compitió en la cuarta temporada de N.B.T. (The Next Big Thing) de Radio Disney, junto con Zack Montana, Ladina Spence, Hollywood Ending y Tay Barton. El 7 de diciembre de 2011, ganó el concurso con la canción «What Can I Say».

## Discografías
Sencillos independientes
- «What Can I Say» (2011)
- «Spotlight» (2011)
- «Strangely Beautiful» (2012)

## Videos musical
| Canción               | Año  | Director    |
| --------------------- | ---- | ----------- |
| "What Can I Say"      | 2012 | Lester Cohn |
| "Strangely Beautiful" | 2012 | Lester Cohn |